# Roberto Caldas
Roberto de Figueiredo Caldas  (Aracaju, 29 de julho de 1962) é um jurista e advogado brasileiro, reside em Brasília, Distrito Federal, desde 1973. Foi juiz, vice-presidente e presidente da Corte Interamericana de Direitos Humanos entre janeiro de 2013 e maio de 2018.

## Carreira

### Formação e advocacia

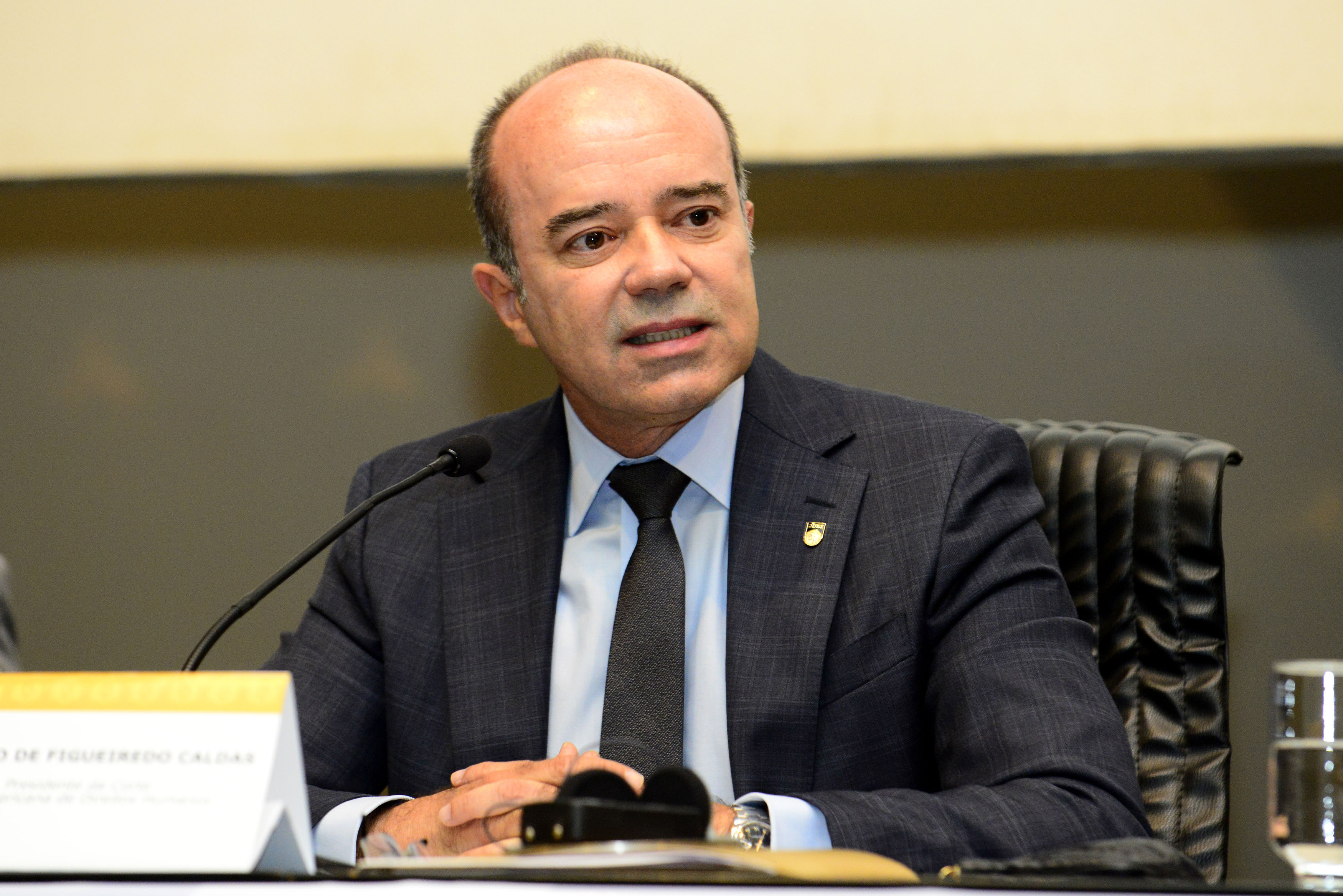
Roberto Caldas em seminário "Diálogo entre Cortes: fortalecimento da proteção dos direitos humanos" no Superior Tribunal de Justiça

Roberto Caldas formou-se em direito pela Universidade de Brasília em 1984, sendo o orador da turma. Na mesma universidade, cursou mestrado em direito público em 2000, concluindo o curso sem defesa de dissertação.
Advogado militante desde 1985, especializou-se em litigar perante os tribunais superiores (Supremo Tribunal Federal, Tribunal Superior do Trabalho e Superior Tribunal de Justiça, principalmente) .
É membro do Instituto dos Advogados Brasileiros, onde integra a Comissão Permanente de Direito do Trabalho desde 1993. Palestrante e conferencista, tem composto bancas examinadoras de concursos públicos na área jurídica, inclusive para magistratura e Ministério Público.
Foi conselheiro da Seção do Distrito Federal da Ordem dos Advogados do Brasil (OAB), na qual foi fundador e primeiro presidente da Comissão de Direitos Sociais, de 2001 a 2003, e vice-presidente no Distrito Federal da Associação Brasileira de Advogados Trabalhistas (ABRAT) de 2002 a 2004.
Integrou diversas comissões da OAB nacional, como a Comissão de Combate ao Trabalho Escravo, da qual foi co-fundador e a qual presidiu de 2002 a 2004, e a Comissão Nacional de Direitos Sociais de 1999 a 2004, da qual foi co-fundador e a qual presidiu de 2007 a 2010. Foi também representante da Ordem perante o Tribunal Superior do Trabalho (TST) de 2002 a 2004, secretário-geral da Comissão Nacional de Defesa da República e da Democracia de 2010 a 2013, e conselheiro federal.
Integrou, ainda, o Grupo de Reforma Trabalhista e Sindical do Conselho de Desenvolvimento Econômico e Social da Presidência da República de 2003 a 2004, a Comissão Nacional para Erradicação do Trabalho Escravo (CONATRAE) da Secretaria de Direitos Humanos da Presidência da República de 2003 a 2007 e 2010 a 2013, a Comissão de Ética Pública da Presidência da República de 2006 a 2012, e foi conselheiro do Conselho de Transparência Pública e Combate à Corrupção (CGU) da Presidência da República de 2007 a 2012.

### Corte Interamericana de Direitos Humanos
Atuou como juiz ad hoc da Corte Interamericana de Direitos Humanos em três processos que aquela corte julgou o Brasil: casos Escher, Sétimo Garibaldi e Gomes Lund (ou Guerrilha do Araguaia), entre 2007 até 2012, quando foi eleito juiz efetivo da Corte por 19 votos dos 24 Estados-membros da Organização dos Estados Americanos (OEA), com mandato de 2013 a 2018. Tomou posse no dia 1.º de janeiro de 2013 (solenemente em 4 de fevereiro de 2013).
No biênio 2014-2015 foi vice-presidente e em 2016 tornou-se presidente da Corte Interamericana, com mandato de dois anos.
Caldas renunciou ao cargo em 2018 após ter sido acusado de violência doméstica por sua ex-mulher em uma reportagem da Veja. A condenação em primeira instância foi revertida quando desembargadores entenderam que as provas eram frágeis e inocentarem o jurista.

## Títulos e prêmios principais
- Título de Embaixador da Paz, Guatemala (2017).[13]
- Título de Hóspede de Honra de Buenos Aires, Argentina (2017).[14]
- Prêmio AMAERJ (Associação dos Magistrados do Estado do Rio de Janeiro) Juíza Patrícia Acioli de Direitos Humanos, Troféu Hors Concours, Rio de Janeiro (2016).[15]
- Agraciado com a Cátedra Ruy Barbosa pelo Centro de Direito Internacional, Belo Horizonte (2016).
- Agraciado com a Chave da Cidade de Cartagena, Colômbia (2015).
- Título de Professor Ilustre da Universidad Nacional de Rosario, Argentina (2014).
- Prêmio João Canuto de Direitos Humanos pelo Movimento Humanos Direitos, Rio de Janeiro (2013).[16]
- Declarado Visitante Ilustre de Montevidéu, Uruguai (2013).[17]
- Reconhecido pela Comissão de Anistia do Ministério da Justiça pelos relevantes serviços prestados à Nação (2012).
- Doutor Honoris Causa pela Faculdade São Luís (MA, 2010).
- Doutor Honoris Causa pela Faculdade CESUSC (SC, 2010).
- Agraciado com a Ordem Sergipana do Mérito Trabalhista do Tribunal Regional do Trabalho da 20.ª Região, no grau Grã-Cruz (2008).[1]
- Agraciado com a Ordem do Mérito Judiciário do Trabalho do Tribunal Superior do Trabalho (2003), no grau de Comendador.
- Agraciado com a Ordem do Mérito de Dom Bosco do Tribunal Regional do Trabalho da 10.ª Região (2003), no grau de Comendador.